# Кастильо, Сьюзи
Сьюзи Кастильо (англ. Susie Castillo; род. 27 октября 1979, Метьюэн, Массачусетс) — американская супермодель и фотомодель, актриса

, телеведущая; победительница конкурса красоты «Мисс США 2003».

## Ранние годы
Родилась в Метьюэне, Массачусетс в семье отца-доминиканца и матери-пуэрториканки, которые развелись, когда она была ребёнком. После развода с отцом, мать вместе с Сьюзи переехала в Лоренс, где ей (матери) пришлось работать на нескольких работах, чтобы хоть как-то покрыть расходы на себя и свою семью.
К 1996 году, в возрасте 16 лет, Кастильо уже стала профессиональной моделью и стала появляться во многих журналах для подростков. После окончания средней школы она поступила в колледж Эндикотта в 2001 году и получила степень бакалавра в области архитектуры и дизайна. Тогда вступила в женский клуб Каппа Дельта.

## Конкурсы красоты

### Мисс Массачусетс для подростков
Кастильо первый раз победила в конкурсе красоты в ноябре 1997 года, когда она победила более сорока других участников, став Юной мисс Массачусетс 1998.
Кастильо представляла Массачусетс на конкурсе Miss Teen USA, состоявшемся в Шривпорте, штат Луизиана, 17 августа 1998 года. Несмотря на то, что конкурс, как правило, транслировался в прямом эфире, передача того года была отложена из-за речи тогдашнего президента Билла Клинтона относительно его отношений с Моникой Левински. Конкурс был выигран Ванессой Миннильо из Южной Каролины.

### Мисс Массачусетс США и Мисс США

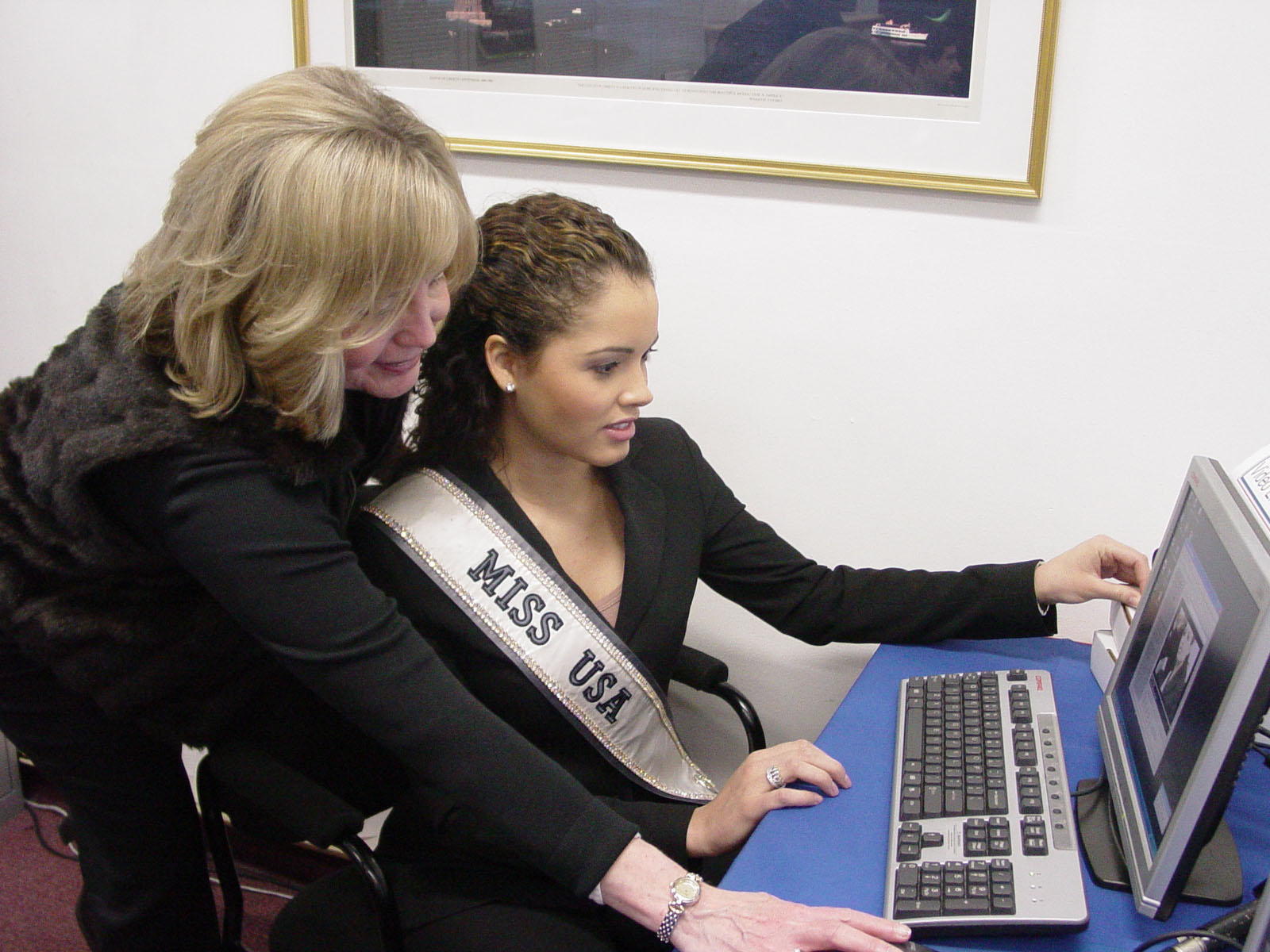
Сьюзи Кастильо (2004 год)

В ноябре 2002 года Кастильо приняла участие в конкурсе «Мисс Массачусетс США», который проходил в государственном колледже в городе Бриджуотер и получила этот титул. Кастильо была первой латиноамериканкой, получившей этот титул. Она также участвовала в конкурсе Мисс США 2003 года, который состоялся в Сан-Антонио 24 марта 2003 года и победила. Она была первой женщиной с доминиканско-пуэрто-риканской родословной, которая выиграла титул.
Будучи мисс США, Кастильо представляла организацию «Мисс Вселенная», выступая в благотворительных целях на всей территории Соединенных Штатов. Её «сестрами» 2003 года были Амелия Вега (Мисс Вселенная, Доминиканская Республика) и Тами Фаррелл (Юная мисс США, Орегон).

### Мисс Вселенная
Кастильо участвовала в конкурсе Мисс Вселенная 2003, где заняла 13-е место. Конкурс был выигран Амелией Вега из Доминиканской Республики.